# Galaxy Science Fiction Novels
Galaxy Science Fiction Novels  a fost o serie de romane științifico-fantastice americane publicate între 1950 și 1961.
Seria a fost fondată de H. L. Gold, editorul Galaxy Science Fiction, în 1950, ca însoțitor al revistei principale Galaxy. A fost publicat un roman (adesea prescurtat) pe număr, care a apărut în format de dimensiune digest, de aceea cărțile seriei au avut un aspect ca al revistelor digest.
În 1959, după 35 de numere, seria a fost vândută către Beacon Books, care a schimbat formatul în cărți cu copertă broșată (de dimensiune mică) și a introdus propria schemă de numerotare, continuând seria pentru alte 11 numere. De asemenea, a fost revizuit conținutul unor cărți pentru a adăuga conținut sexual ușor și au schimbat titlurile în consecință.

## Detaliile publicării
Editura oficială a romanelor Galaxy a fost World Editions, Inc. pentru numerele 1-7 și Galaxy Publishing Corp. pentru numerele 8-46. Ambele au avut sediul în New York City. Numerele de la 1 la 23, 32, 33 și apoi de la 35 la 46 au fost publicate ca Galaxy Science Fiction Novel, în timp ce numerele 24-31 și 34 au fost publicate ca Galaxy Novel.

## Lista romanelor
1. 1950 Eric Frank Russell. Sinister Barrier (1943)
2. 1950 Jack Williamson. The Legion of Space (1947)
3. 1951 Arthur C. Clarke. Prelude to Space (1951)
4. 1951 S. Fowler Wright. The Amphibians (1925)
5. 1951 S. Fowler Wright. The World Below (1949)
6. 1951 Raymond F. Jones. The Alien (1951)
7. 1951 Clifford D. Simak. Empire (1951)
8. 1952 Olaf Stapledon. Odd John (1936)
9. 1952 William F. Temple. Four Sided Triangle (1949)
10. 1952 Jay Franklin. Rat Race (1950)
11. 1952 Wilson Tucker. The City in the Sea (1951)
12. 1952 Sam Merwin, Jr.. The House of Many Worlds (1951)
13. 1953 John Taine. Seeds of Life (1953)
14. 1953 Isaac Asimov. Pebble in the Sky (O piatră pe cer, 1950)
15. 1953 Leslie Mitchell. Three Go Back (1932)
16. 1953 James Blish. The Warriors of Day (1953)
17. 1953 Lewis Padgett. Well of the Worlds (1952 în Startling Stories, martie 1952)
18. 1953 Edmond Hamilton. City at World's End (1951)
19. 1953 James Blish. Jack of Eagles (1952)
20. 1954 Murray Leinster. The Black Galaxy (1949)
21. 1954 Jack Williamson. The Humanoids (1949, expansiune a "With Folded Hands...", în Astounding Science Fiction July 1947)
22. 1954 Sam Merwin, Jr.. Killer To Come (1953)
23. 1954 David Reed. Murder in Space
24. 1955 L. Sprague de Camp. Lest Darkness Fall (1939–1941)
25. 1955 Murray Leinster. The Last Spaceship
26. 1956 Lewis Padgett. Chessboard Planet
27. 1956 Malcolm Jameson. Tarnished Utopia (1956, publicată prima dată în Startling Stories, martie 1942)
28. 1957 Fritz Leiber. Destiny Times Three
29. 1957 Ron Hubbard. Fear
30. 1957 Fletcher Pratt. Double Jeopardy
31. 1957 C. L. Moore. Shambleau
32. 1957 F. L. Wallace. Address: Centauri
33. 1958 Hal Clement. Mission of Gravity
34. 1958 Manly Wade Wellman. Twice in Time
35. 1958 Frank Riley și Mark Clifton. The Forever Machine

Beacon Books
1. 1959 (236) Olaf Stapledon. Odd John (1936, a doua oară, vezi mai sus)
2. 1959 (242) Raymond F. Jones. The Deviates
3. 1959 (256) George O. Smith. Troubled Star
4. 1959 (263) Laurence Janifer (ca "Larry M. Harris") și Randall Garrett. Pagan Passions
5. 1960 (270) Poul Anderson. Virgin Planet
6. 1960 (277) Philip José Farmer. Flesh (1960)
7. 1960 (284) Sam Merwin, Jr.. The Sex War (1960, expansiune a "The White Widows" din Startling Stories, octombrie 1953)
8. 1960 (291) Philip José Farmer. A Woman A Day (1960, expansiune a "Moth and Rust" din iunie 1953 Startling Stories)
9. 1960 (298) A. E. van Vogt, The Mating Cry (1960, revizuire a The House That Stood Still, 1950)
10. 1961 (305) Brian Aldiss, The Male Response (1961)
11. 1961 (312) Cyril Judd. Sin in Space (1952, publicată prima dată în Outpost Mars)

## Vezi și
- 1950 în științifico-fantastic
- 1961 în științifico-fantastic

1. ↑  approximately 14 × 21 cm (5 1⁄2 by 8 1⁄4 inches), but can also be 13,65 × 21,27 cm (5 3⁄8 by 8 3⁄8 inches) and 14 × 19 cm (5 1⁄2 by 7 1⁄2 inches), similar to the size of a DVD case.
2. ↑  Drake, David; Flint, Eric; Baen, Jim. The World Turned Upside Down. Baen Books, 2006.